# Türkvizyon 2013
Türkvizyon 2013 va fi prima ediție a Türkvizyon care va avea loc în Eskișehir, Turcia. La prima ediție vor participa 23 de state și regiuni autonome, care vor fi înpârțite în două semifinale care vor avea loc pe 17, respectiv 19 decembrie, ca mai târziu pe 21 să aibă loc finala. În finală vor participa 12 state/regiuni.
Televiziunea parteneră media din România: TV Alpha Media

## Țări participante
| Țară Regiunea autonomă | Limba    | Artist                 | Cântec                                    |
| ---------------------- | -------- | ---------------------- | ----------------------------------------- |
| Republica Altai        |          | Artur Marlujokov       |                                           |
| Azerbaidjan            | Azeră    | Farid Hasanov          | "Sensiz" ("Sənsiz")                       |
| Bașchiria              |          |                        |                                           |
| Belarus                |          |                        |                                           |
| Bosnia și Herțegovina  | Bosniacă | Emir & Frozen Camels   | "Ters Bosanka"                            |
| Cabardino-Balcaria     | Rusă     | Eldar Zhanikaev        | "Imya tebe-chelovek" ("Имя тебе-человек") |
| Ciprul de Nord         | Turcă    | Grup Gommalar          | "Ayrıntılar"                              |
| Ciuvașia               |          |                        |                                           |
| Crimeea                |          | Elvira Sarihalil       |                                           |
| Georgia                |          |                        |                                           |
| Iacutia                |          | Olga Spiridonova       |                                           |
| Kazahstan              | Kazahă   | Rin'go                 | "Birlikpen Alğa" ("Бірлікпен алға")       |
| Kârgâzstan             | Kârgâză  | Çoro                   | "Tooluk Kyz" ("Тоолук кыз")               |
| Macedonia              | Turcă    | Ilkay Yusuf            | "Ağlama Benim İçin"                       |
| Găgăuzia               |          | Ludmila Turkan         |                                           |
| România                | Tătară   | Genghiz Erhan Cutlacai |                                           |
| Rusia                  |          | Sailyk Ommun           |                                           |
| Tatarstan              |          | Aline Șeripcanova      |                                           |
| Turcia                 | Turcă    |                        |                                           |
| Turkmenistan           |          |                        |                                           |
| Ucraina                |          | Fazile Ìbraimova       |                                           |
| Uzbekistan             | Rusă     | Shahzoda               | "Medlenno" ("Медленно")                   |
| Xinjiang               |          |                        |                                           |